# Koitaipaleensaari
Koitaipaleensaari är en ö i Finland. Den ligger i sjön Iso-Roine och i kommunen Tavastehus i den ekonomiska regionen  Tavastehus ekonomiska region  och landskapet Egentliga Tavastland, i den södra delen av landet, 130 km norr om huvudstaden Helsingfors. Öns area är 2,5 hektar och dess största längd är 260 meter i öst-västlig riktning.